# Tika Waylan
Tika Wailan es un personaje de ficción en la saga de novelas fantásticas de Dragonlance. Es la esposa de Caramon Majere, uno de los Héroes de la Lanza.

## Biografía
En el universo de ficción de las novelas Tika Waylan Majere era hija de un mago conocido como Alleran Waylan y una de las camareras de Marcus Norato Poc Choc. Su padre abandonó a su madre, que simplemente no podía cuidar de ella y de este modo fue adoptada por Otik. Otras historias cuentan que su madre murió durante el parto y fue rescatada por su padre. Tika se casó con Caramon Majere  y tuvo tres hijos y dos hijas. Su hijos fueron Tanin Majere, Sturm Majere y Palin Majere, y sus hijas Laura Majere y Dezra Majere. Estaba embarazada en el 353 DC, pero abortó con gran dolor para ella y Caramon.
En su adolescencia era una muchacha atractiva de ojos inquietos y cabello pelirrojo rizado y corto. Tenía una figura esbelta, ojos verdes y una cara pecosa. En sus últimos años, su pelo rojizo comenzó a poblarse de canas y su silueta pasó a ser algo más regordeta que en el pasado, pero aún tenía una sonrisa contagiosa y encadilaba a los hombres.

## Comienzos
Tika comenzó a trabajar como camarera para su padre adoptivo Otik en 346 DC, a la edad de catorce años. Otik era el dueño y regentaba la posada "El Último Hogar". Siempre tuvo fascinación por la magia y admiraba a Raistlin Majere por su habilidad para usarla. Aunque admiraba a Raistlin, adoraba a Caramon Majere y siempre flirteaba con él. También tenía una gran miedo a las alturas por algún motivo desconocido.

## La Guerra de la Lanza
Durante la Guerra de la Lanza, Tika ayudó a los Héroes de la Lanza a huir por la parte posterior de la posada cuando Hederick trató de detenerlos por poseer la Vara de Cristal Azul. También les invitó a esconderse en su casa hasta que las cosas se calmaran.
Después de que los Héroes salieran de la ciudad, Solace fue invadida por el Ejército del Dragón Rojo y la posada fue derribada al nivel del suelo. Tika continuó su trabajo como camarera, sirviendo a los soldados draconianos que utilizaron la posada.
Cuando los Héroes vuelven a Solace y están a punto de ser arrestados, golpea a un draconiano en la cabeza con su sartén para evitar que capturen a sus amigos. Los Héroes y Tika son finalmente capturados y deportados a Pax Tharkas. Durante el traslado, ayudó a Theros Ironfeld, que había perdido un brazo a causa de un golpe de espada.
En el camino a Pax Tharkas, los qualinesti atacaron la caravana y liberaron a Tika, junto con los otros esclavos y los Héroes. Fue conducida junto con sus compañeros a la ciudad elfa de Qualinost y colabora en planear el ataque contra Pax Tharkas para liberar los prisioneros que allí se encuentran. En la ciudad, le ofrecen usar la armadura ceremonial de la madre de Gilthanas.
Tika viajó a Pax Tharkas, ayudó a liberar los esclavos y conducirlos al reino enano de Thorbardin. Continuó el viaje a Tarsis para encontrar tierras más seguras para los antiguos esclavos. En La Posada del Dragón Rojo fueron atacados por los dragones rojos, que destruyeron el local atrapándola en el sótano con Caramon, Raistlin y Tanis. Fueron liberados por los grifos de Alhana Starbreeze y llevados a Silvanesti para liberar esas tierras.
Cuando el grupo entra en Silvanesti, son atrapados inmediatamente por la pesadilla de Lorac. En el sueño, los elfos nomuertos la atacan y mata accidentalmente a Flint Fireforge que había aparecido en la pesadilla. Horrorizada por lo que había hecho fue reducida por los elfos. Despertó cuando los Héroes derrotaron al sueño y permaneció con el grupo a través de Balifor hasta Flotsam. Trabajó como bailarina en la compañía, bautizada como "El Mago Rojo y sus Ilusiones Maravillosas", consiguiendo múltiples admiradores en el camino.
En Flotsam, ella y sus compañeros embarcan en el Perechon para escapar de los Ejércitos del Dragón. Mientras navegaban, el Perechon trato de escapar del dragón azul Skie y su jinete Kitiara Uth-Matar aproximándose al remolino del Mar Sangriento, pero fue atrapado en el torbellino. Raistlin abandonó mágicamente el Perechon antes de que se hundiera, llevando a Tika y sus amigos a las profundidades del Mar Sangriento. Al despertarsese encontró en una habitació a solas con Caramon. Deseó permanecer bajo el océano en lo que descubrieron ser la ciudad de Ishtar. Encontraron a una elfa Dargonesti llamada Apoletta y al mago Zebulah, que los liberó de las ruinas de Ishtar y los envió a una playa cerca de Kalaman.
Cuando los Héroes iniciaron el asalto a Neraka, Caramon y Tanis vestidos con uniformes del Ejército del Dragón condujeron a Tika, Tasslehoff Burrfoot y Berem dentro como presos. Todos fueron llevados a las mazmorras, excepto Tanis. Al precipitarse los acontecimientos, Tika y Tas corren por sus vidas, pero son atrapados en una puerta cerrada, similar a una visión de Silvanesti. Tika mantuvo a raya a los draconianos mientras Tas forzaba la cerradura. Recibió un duro golpe en la cabeza y permanceció inconsciente hasta que Caramon llega con Raistlin, salvándola al convencer a unos draconianos para que la saquen del templo junto a Tas.
Una vez fuera de Neraka, se reúne con el resto de sus amigos y decide volver a Solace junto a Caramon.

## Antes de la Edad de los Mortales
Tras la Guerra de la Lanza, Caramon y Tika Majere se casan y regresan a Solace. Ve cómo su marido lleva a cabo la reconstrucción del pueblo con pasión, pero también lo ve hundirse en una profunda depresión tras la desaparición de Raistlin. Asume el control de la posada y tratar de ahorrar el dinero suficiente para comprarla, pero Caramon se gasta el dinero en alcochol y se ve forzada a coger dinero de la caja para pagar sus deudas. Además, todavía tiene pesadillas de su viaje a Silvanesti. Finalmente, expulsa a Caramon de casa y lo envía detrás de Crysania con Tasslehoff Burrfoot.
Después del viaje de Caramon en el tiempo en busca de su hermano y Crysania, y de la batalla contra la Señora del Dragón Azul, su amor con Caramon alcanza su mayor esplendor y da a luz a sus hijos. Acepta que Tanin y Sturm decidan hacerse guerreros, pero su preocupación es enorme cuando Palin muestra interés por la magia como su tío Raistlin, y acepta solo con la condición de que se vista la túnica blanca de los magos del bien.
En esta época finalmente compra "El Último Hogar" a Otik, vendiendo su casa y la de Caramon y trasladando a toda la familia a la posada. Allí vivieron hasta que Tanin y Sturm se arman caballeros y Palin los acompaña como mago.

## La Edad de los Mortales
Durante la Guerra del Caos, mueren sus hijos Tanin y Sturm, rompiéndosele el corazón, y Palin es apresado por los caballeros oscuros. Colabora en la defensa de Solace contra los caballeros oscuros y las fuerzas del Caos.
Sus únicos nietos conocidos, a los que adora con pasión, son Ulin Majere y Linsha Majere, que la llaman "abuelita".
Cuando los Héroes del Corazón están en apuros, Tika y Caramon viajan a Palanthas y entregan la antiguas partes de la Dragonlance a Dhamon Grimwulf. Aconseja a Caramon cuando Palanthas es atacada y lo convence de permaneceder dentro de la ciudad y “protegerla” en vez de combatir a campo abierto.
Tika fallece en el invierno de 420 DC, uniéndosele poco después su marido Caramon, que muere a mediados del año 421 DC. Son enterrados al lado de sus hijos Tanin y Sturm, colocándose un vallenwood sobre su tumba.

## Habilidades
Tika es buena con los cuchillos y dando sartenazos en la cabeza a la gente. Su estilo de lucha es un poco barriobajero, aun cuando lo hacía con la espada, pero esa no era su arma favorita.[cita requerida]

## Rumores
Algunos dicen que tenía otros hijos, incluyendo a Leaf Majere, Kalin Majere, Dezerell Majere, Melody Majere y Kaitlin Majere, pero esto nunca se comprobó.[cita requerida].